# جلال أزل

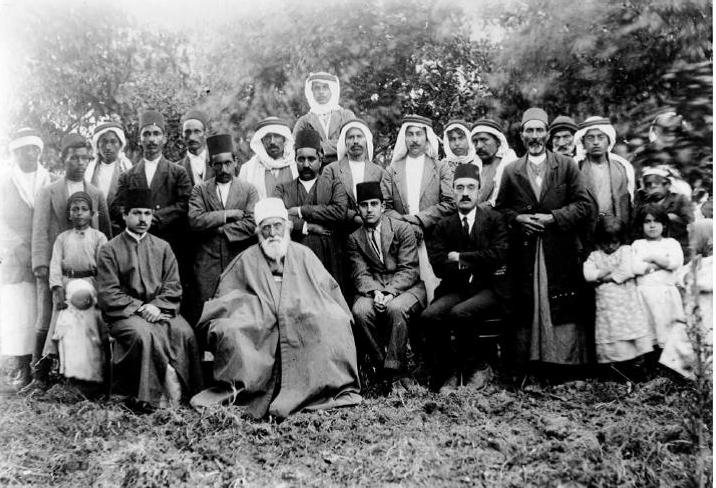
الصورة بعد الحرب العالمية الثانية يظهر جلال ازل جالسا في المقدمة ثاني شخص من يمين الصورة بجانب البهاء زهيم البهائين

جلال صبحي أزل، بالإنجليزية "Jelal Subhi Azal", بالتركية "Celal Ezel" ولد عام 1898م وأنتقل بعمر مبكرة للعيش في فلسطين، عمل متطوع لدى الخدمة المدنية في فلسطين زمن الانتداب البريطاني، ترقى في السجل الوظيفي حتى أصبح مسؤول تسوية الأراضي في جنين، أنتقل واصبح مسؤول عن تسوية الأراضي في لواء غزة عام 1929م ومن مهامه بتسجيل الأراضي باسماء المالكين بتحديد حدودها وترقيمها بنظام القطعة والقسيمة، أستمر في عملة حتى نهاية الأنتداب البريطاني عام 1948م لينتقل للعيش في قبرص ويرث القياة الدينية من جدة لأبيه حيث يوجد افراد اسرته الذين تم نفيهم من أيران زمن العثمانيين بسبب أنشقاقهم عن دين البهائية وأختلافهم عنهم بدين جديد يسمى الأزلية.
بعد أنتقالة إلى فبرص عمل في محطة راديو تابعة للمخابرات الأمريكية في قبرص مهمتها مراقبة ورصد المحطات العربية، توفي في 15 / 5 /1970م بالسكتة الدماغية ويدعي البعض بسبب افراطه بشرب الكحول.